# آرکیدیا (کانزاس)
آرکیدیا (به انگلیسی: Arcadia) شهری در ایالت کانزاس کشور ایالات متحده آمریکا است که جمعیت آن در سرشماری سال ۲۰۱۰ میلادی، ۳۱۰ نفر بوده‌است.